# Manurewa AFC
El Manurewa AFC es un club de fútbol de la ciudad de Auckland, Nueva Zelanda. Fue fundado en 1929 y participa en la Lotto Sport Italia NRFL Division 1, segunda división del sistema de ligas de la Federación de Fútbol de Auckland.

## Palmarés
- Liga Nacional de Nueva Zelanda (1): 1983.
- Copa Chatham (4): 1929, 1931, 1978 y 1984.
- NZFA Challenge Trophy (2): 1978 y 1984.